# Gomeza
Gomeza là một chi cua thuộc họ Corystidae.

## Các loài
- Gomeza bicornis Gray, 1831
- Gomeza serrata Dana, 1852